# Romaine Sawyers
Romaine Theodore Sawyers (Birmingham, 2 november 1991) is voetballer uit Saint Kitts en Nevis die bij voorkeur als offensieve middenvelder speelt. Hij tekende in 2019 bij West Bromwich Albion. Hij komt uit voor het nationaal elftal van Saint Kitts en Nevis.

## Clubcarrière
Sawyers is afkomstig uit de jeugdacademie van West Bromwich Albion. Hij werd door die club uitgeleend aan Port Vale, Shrewsbury Town en Walsall. In 2016 trok de middenvelder naar Brentford. Aan het eind van het seizoen 2017/18 werd hij tot alle spelers van de club verkozen tot Speler van het Jaar.

## Interlandcarrière
In 2012 debuteerde Sawyers voor Saint Kitts en Nevis. Hij scoorde meteen in zijn eerste interland zijn eerste interlanddoelpunt.